# Des hommes d'influence
Pour plus de détails, voir Fiche technique et Distribution.
Des hommes d’influence (Wag the Dog) est un film américain réalisé par Barry Levinson, sorti en 1997. Cette comédie, mettant en vedette Robert De Niro, Dustin Hoffman et Anne Heche, est adaptée du roman American Hero (en) de l'auteur américain Larry Beinhart.
Le président des États-Unis sortant est candidat à sa réélection. Il est cependant éclaboussé par un scandale sexuel, quelques jours avant le début du scrutin. Pour détourner l'attention des électeurs, ses conseillers et spin doctors décident d'inventer une guerre en Albanie.

## Synopsis
Deux semaines avant l'élection présidentielle américaine, une jeannette accuse le président sortant d'abus sexuel. Pour éviter une non-réélection, Conrad Brean est chargé par la conseillère particulière Winifred Ames de trouver une solution. Le président reste prétendument malade en Chine, tandis que Brean et Ames convainquent le richissime producteur de cinéma Stanley Motss de « fabriquer » une guerre contre l'Albanie. La rumeur d'une valise explosive au Canada, une chanson de soutien créée par Johnny Dean, l'aide du scénariste Fad King et le pseudo-reportage sur une jeune fille dans un village albanais bombardé permettent de détourner l'attention des médias. Seule la CIA ne croit pas à cette histoire… Soutenue par le rival du Président, la CIA déclare le conflit terminé, au grand dam de Motss, qui lance un acte 2 : abandonné comme une « vieille godasse », le sergent William Schumann est resté aux mains de dissidents albanais.
Une chanson, des produits dérivés et quelques vieilles chaussures suspendues captent de nouveau l'attention du public. Hélas, le sergent « enfin libéré » que leur confient les autorités militaires est un psychopathe. Après l'accident de leur avion en rase campagne, le prisonnier, qui tente de commettre un viol, est abattu par un paysan. Le « héros de guerre » de l'unité 303 est donc ramené dans un cercueil avec les honneurs militaires. Avide de reconnaissance, Motss veut clamer la vérité malgré les accords de secret total. Sur un signe de Brean[pas clair], le producteur succombe à une crise cardiaque.

## Fiche technique
Sauf indication contraire, les informations mentionnées dans cette section peuvent être confirmées par la base de données cinématographiques IMDb,  présente dans la section « Liens externes ».
- Titre français et québécois : Des hommes d'influence
- Titre original : Wag the Dog
- Réalisation : Barry Levinson
- Scénario : Hilary Henkin et David Mamet, d'après le roman American Hero de Larry Beinhart
- Musique : Mark Knopfler
- Décors : Wynn Thomas
- Costumes : Rita Ryack
- Photographie : Robert Richardson
- Montage : Stu Linder
- Production : Robert De Niro, Barry Levinson et Jane Rosenthal
- Sociétés de production : Tribeca Productions, Baltimore Pictures, New Line Cinema et Punch Productions
- Sociétés de distribution : New Line Cinema (États-Unis), Metropolitan Filmexport (France)
- Budget : 15 millions de dollars[1]
- Pays de production :  États-Unis
- Langue originale : anglais
- Format : couleur (Technicolor) • 1.85 : 1 • 35 mm - DTS • Dolby Digital • SDDS
- Genre : comédie politique
- Dates de sortie[2] : 
  - États-Unis : 17 décembre 1997 (avant-première à Century City)
  - États-Unis : 25 décembre 1997 (sortie limitée)
  - États-Unis : 9 janvier 1998 (sortie nationale)
  - France : 25 mars 1998
  - Belgique : 29 avril 1998
  - Suisse romande : 6 mai 1998

## Distribution
- Dustin Hoffman (VF : Mario Santini ; VQ : Guy Nadon) : Stanley Motss
- Robert De Niro (VF : Jacques Frantz ; VQ : Hubert Gagnon) : Conrad Brean
- Anne Heche (VF : Céline Monsarrat ; VQ : Lisette Dufour) : Winifred Ames
- Denis Leary (VF : Pierre-François Pistorio ; VQ : Benoît Rousseau) : Fad King
- Willie Nelson : Johnny Dean
- Andrea Martin (VF : Déborah Perret) : Liz Butsky
- Suzanne Cryer : Amy Cain
- Suzie Plakson : Grace
- Kirsten Dunst (VF : Natacha Muller) : Tracy Lime
- William H. Macy (VF : Yves Beneyton ; VQ : Jacques Lavallée) : Charles Young, un agent de la CIA
- John Michael Higgins (VQ : Antoine Durand) : John Levy
- Woody Harrelson (VF : Bruno Dubernat ; VQ : Bernard Fortin) : le sergent William Schumann
- Michael Belson (VQ : Yves Massicotte) : le Président
- David Koechner (VF : Stéphane Marais) : le réalisateur
- Harland Williams : Pet Wrangler
- James Belushi : lui-même
- Jay Leno : lui-même
- Merle Haggard & the Strangers : eux-mêmes
- Craig T. Nelson (VF : Hervé Bellon et VQ : Jean-Marie Moncelet) : le sénateur John Neal (non crédité)

Légende : VF = Version Française[réf. nécessaire] et VQ = Version Québécoise

## Production

### Genèse et développement
Le scénario est inspiré du roman American Hero (aussi connu sous le titre Wag the Dog, publié en français sous le titre Reality Show) de l'auteur américain Larry Beinhart. Publié en 1993, le roman est une satire des théories du complot dans lequel l'auteur spécule sur l'opération Tempête du désert qui aurait été montée pour favoriser la réélection de George H. W. Bush.

### Attribution des rôles
Ce film marque les retrouvailles du trio Robert De Niro, Dustin Hoffman et Barry Levinson après Sleepers (1996). C'est la troisième collaboration entre Barry Levinson et Dustin Hoffman, après Rain Man (1989), Sleepers (1996) ; ils se retrouveront peu de temps après pour Sphère (1998).
Dustin Hoffman a façonné son personnage de Stanley Motss en faisant une caricature de l'un des producteurs de la Paramount, Robert Evans.

### Tournage
Le tournage a eu lieu principalement en Californie (Culver Studios à Culver City, Fountain Valley, Buttonwillow, Bakersfield, Los Angeles, Visalia), ainsi qu'à Nashville et Washington.

### Musique
La musique du film est composée par Mark Knopfler. À part la chanson Wag the Dog, tous les titres sont instrumentaux.
| Liste des titres | Liste des titres   | Liste des titres | Liste des titres | Liste des titres | Liste des titres | Liste des titres | Liste des titres | Liste des titres | Liste des titres |
| No               | Titre              | Durée            |                  |                  |                  |                  |                  |                  |                  |
| ---------------- | ------------------ | ---------------- | ---------------- | ---------------- | ---------------- | ---------------- | ---------------- | ---------------- | ---------------- |
| 1.               | Wag the Dog        | 4:44             |                  |                  |                  |                  |                  |                  |                  |
| 2.               | Working on It      | 3:27             |                  |                  |                  |                  |                  |                  |                  |
| 3.               | In the Heartland   | 2:45             |                  |                  |                  |                  |                  |                  |                  |
| 4.               | An American Hero   | 2:04             |                  |                  |                  |                  |                  |                  |                  |
| 5.               | Just Instinct      | 1:36             |                  |                  |                  |                  |                  |                  |                  |
| 6.               | Stretching Out     | 4:17             |                  |                  |                  |                  |                  |                  |                  |
| 7.               | Drooling National  | 1:53             |                  |                  |                  |                  |                  |                  |                  |
| 8.               | We're Going to War | 3:23             |                  |                  |                  |                  |                  |                  |                  |
| 24:09            |                    |                  |                  |                  |                  |                  |                  |                  |                  |

#### Crédits
| Musiciens - Mark Knopfler – guitare, chant - Richard Bennett – guitare - Jim Cox – piano, Hammond organ - Guy Fletcher – claviers - Glenn Worf – guitare basse - Chad Cromwell – batterie | Production et autres - Mark Knopfler – production - Chuck Ainlay – production - Mark Ralston – assistant producteur - Denny Purcell – mastering |

## Sortie et accueil

### Contexte
Des hommes d'influence sort aux États-Unis moins d'un mois avant le début du scandale sexuel impliquant le président Bill Clinton et une stagiaire de la Maison-Blanche, Monica Lewinsky.
Alors que le président était au cœur de ce scandale qui domina la scène politique américaine en 1998 et 1999, les États-Unis s'engagèrent dans trois opérations militaires : l'opération Desert Fox (trois jours de bombardements sur l'Irak alors même que la Chambre des représentants discutait la possibilité d'entreprendre des procédures pour destituer Bill Clinton), l'opération Infinite Reach : deux attaques de missiles lancés sur des cibles terroristes au Soudan et en Afghanistan, seulement trois jours après une annonce télévisée dans laquelle le président admettait avoir eu une « relation inappropriée » avec Lewinsky) et l'intervention de l'OTAN en ex-Yougoslavie survenue quelques semaines après que Clinton a évité la destitution.
Plusieurs critiques arguaient que ces opérations avaient pour but de détourner l'attention du public et des médias du scandale à la Maison-Blanche[réf. nécessaire].
Ces circonstances ont contribué à donner au film une attention médiatique supplémentaire. La télévision nationale serbe a même présenté Wag the Dog en plein cœur des frappes de l'OTAN, en 1999.

### Box-office
Produit pour un budget de 15 millions de dollars, le film en récolte près de 54 millions au box-office mondial.
| Pays ou région     | Box-office      | Date d'arrêt du box-office | Nombre de semaines |
| ------------------ | --------------- | -------------------------- | ------------------ |
| États-Unis, Canada | 43 061 945 $    | 19 février 1998            | 9                  |
| France             | 511 326 entrées | -                          | -                  |
| Total mondial      | 64 147 073 $    |                            |                    |

## Autour du film
- Dans l'émission politique à la fin du film, le numéro de téléphone — (1-800) 555-0199 — est un faux numéro souvent employé au cinéma : ce sont aussi les coordonnées du bureau de Kevin Spacey dans American Beauty et le numéro de fax d'Al Pacino dans Révélations[4].
- Dans le film, le chanteur incarné par Willie Nelson dirige une chorale qui ressemble fort à celle de We Are the World. Nelson avait lui-même fait partie du collectif USA for Africa qui avait enregistré ce titre.
- La devise du personnage Conrad Brean, « A good plan today is better than a perfect plan tomorrow » (littéralement « Un bon plan aujourd'hui vaut mieux qu'un plan parfait demain ») reprend celle du général américain George Patton[4].

## Distinctions principales
Source et distinctions complètes : Internet Movie Database : 

### Récompenses
- National Board of Review 1997 : meilleure actrice dans un second rôle pour Anne Heche (également pour sa prestation dans Donnie Brasco)
- Berlinale 1998 : Grand prix du jury de la Berlinale

### Nominations
- Oscars 1998 : meilleur acteur pour Dustin Hoffman, meilleur scénario adapté pour Hilary Henkin et David Mamet
- Golden Globes 1998 : meilleur film musical ou de comédie, meilleur acteur dans un film musical ou une comédie pour Dustin Hoffman, meilleur scénario pour Hilary Henkin et David Mamet
- British Academy Film Awards 1999 : meilleur scénario adapté pour Hilary Henkin et David Mamet